# Parroquia de San Martín Texmelucan
La Parroquia de San Martín Texmelucan es un templo religioso católico ubicado en el centro histórico de la ciudad de San Martín Texmelucan, cabecera del municipio del mismo nombre. Se conoce que el templo fue erigido el 29 de diciembre de 1683 habiendo funcionado anteriormente como una ermita en el pueblo fundado menos de 100 años antes en 1598. Fue dedicado a San Martín Obispo de Tours, militar y religioso del siglo IV cuya fiesta se celebra el 11 de noviembre. Hacia 1684 tomó posesión de la parroquia el primer cura de nombre Miguel Cózar Moctezuma. De 1798 a 1802 estuvo como párroco en este lugar Francisco Pablo Vázquez y Sánchez Vizcaíno que entonces era un sacerdote recién ordenado y que posteriormente tuvo un destacado papel en la diplomacia mexicana y fue obispo de Puebla.